# Жермини
Жермини (фр. Germiny) насеље је и општина у североисточној Француској у региону Лорена, у департману Мерт и Мозел која припада префектури Тул.
По подацима из 2011. године у општини је живело 189 становника, а густина насељености је износила 15,95 становника/km². Општина се простире на површини од 11,85 km². Налази се на средњој надморској висини од 310 метара (максималној 443 m, а минималној 294 m).

## Демографија
| 1962. | 1968. | 1975. | 1982. | 1990. | 1999. | 2011. |
| ----- | ----- | ----- | ----- | ----- | ----- | ----- |
| 163   | 204   | 174   | 174   | 179   | 180   | 189   |

График промене броја становника у току последњих година